# 스베틀라나 식시나
스베틀라나 발레리예브나 식시나(러시아어: Светла́на Вале́рьевна Шикши́на, 1980년 3월 7일 ~ )는 러시아의 바둑 기사이다.

## 약력
1994년부터 1996년까지 러시아 여성 바둑 대회에서 3연패를 했으며, 1996년 유럽여성바둑대회에서도 우승했다. 1997년 2월 28일, 대한민국에 바둑 유학을 와서 2000년 3월 명지대학교 바둑학과에 특기생으로 입학했다.
2002년 6월에 입단했고, 2008년 3단으로 승단했다.